# Meeboldia
Meeboldia là chi thực vật có hoa trong họ Apiaceae.